# Gorsingeholm (naturreservat)
Gorsingeholm är ett naturreservat i Strängnäs kommun i Södermanlands län.
Området är naturskyddat sedan 1967 och är 21 hektar stort. Reservatet omfattar fyra åskullar vid Gorsingeholm och består av betesmark och lövskog. 